# Erisipela
La erisipela es una enfermedad infecciosa aguda de la piel, producida por estreptococos, fundamentalmente el Streptococcus pyogenes, que afecta la dermis y los vasos linfáticos subyacentes.
Se caracteriza por una placa eritematosa de extensión variable, de bordes bien definidos y que puede causar dolor y prurito y manifestaciones sintomáticas que incluyen fiebre y linfadenopatías.  En general,  la infección ocurre en las piernas.

## Introducción
La erisipela es una infección bacteriana aguda de las capas superiores de la dermis  causada principalmente por estreptococos. Actualmente no existen pruebas de que otras bacterias puedan causar la erisipela típica. El papel de las toxinas estreptocócicas es probablemente de importancia en la patogenia de la enfermedad. Durante 20 años se observó en muchos países un recrudecimiento epidémico, pero los datos se basan principalmente en las series de los hospitales y están, por lo tanto, sujetos a errores de sesgo. En un departamento de Dermatología de un hospital francés se registró un considerable aumento del número de casos: de 5 pacientes diagnosticados en 1978 a 40 en 1990. No existen problemas de resistencia y la penicilina es el tratamiento estándar.
A pesar de que el diagnóstico clínico de erisipela es fácil en su forma típica, en algunos pacientes en quienes la enfermedad es más profunda, este se dificulta por la apariencia clínica y la posibilidad de que esté involucrada otra bacteria. En Francia en 2000, se llevó a cabo una conferencia de consenso que cubrió todos los aspectos de la enfermedad.

## Definición
La erisipela se define como un tipo clínico de celulitis (entendiendo como tal una inflamación cutánea) que puede afectar la dermis y el tejido celular subcutáneo (hipodermis).
En Francia los dermatólogos ya no usan el término celulitis porque no es lo suficientemente preciso en la descripción de la localización y definición de este grupo de enfermedades. No corresponde a un tejido anatómico o histopatológico. Más aún, otras formas no bacterianas de inflamación de la piel se describen dentro del término celulitis. Actualmente usan el término de «dermohipodermitis bacteriana». Cuanto más dérmica es la localización de la erisipela, más definidos son los límites del eritema y el edema. En algunos pacientes la localización es más profunda en la hipodermis, lo que hace que tenga límites más indefinidos, con una coloración rosada. En estos sujetos, es frecuente un origen estreptocócico, pero no es la única posibilidad, y puede haber otras bacterias asociadas.

## Anatomía patológica
En la fase aguda se observa un denso infiltrado inflamatorio dérmico compuesto por neutrófilos, menos intenso en la hipodermis. Puede asociarse con pústulas, abscesos o necrosis focal. El edema dérmico, rico en fibrina, es importante y puede contribuir al desarrollo de bullas (ampollas) subepidérmicas. Los vasos linfáticos dilatados contienen neutrófilos y macrófagos. También se observan neutrófilos en las paredes venulares y puede ocurrir trombosis.

## Fisiopatología

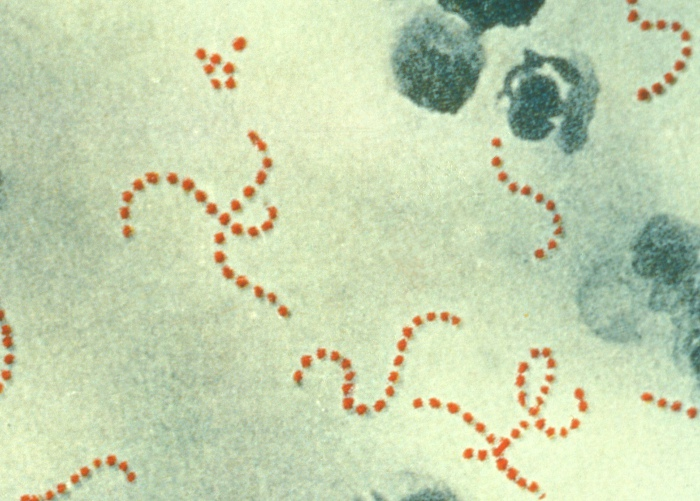
Streptococcus pyogenes.

La erisipela es una infección bacteriana y la mayoría de los investigadores consideran que la causa principal son los estreptococos. Se encuentran tres clases de estreptococos: Streptococcus pyogenes en 58 % a 67 % de los casos, Streptococcus agalactiae en 3 % a 9 %, y S. dysagalactiae sp. equisimilis en 14 % a 25 %. En algunos pacientes se pueden encontrar otras bacterias, en general asociadas a estreptococos, como Staphylococcus aureus en 10 % a 17 %, y Pseudomonas aeruginosa y enterobacterias en 5 % a 50 %.
Existen argumentos indirectos que indican el papel único de estreptococos en la erisipela. El número de bacterias estreptocócicas es pequeño en la erisipela y los métodos que usan antígenos estreptocócicos han aumentado el porcentaje de casos de erisipela estreptococo-positiva. La colonización bacteriana de la piel es frecuente y esto explica la presencia de estafilococos y Pseudomonas sp. en las áreas intertriginosas. No se encontraron hemocultivos positivos para estafilococos en las erisipelas. Finalmente, la penicilina G, a la cual normalmente son resistentes los estafilococos, se usa regularmente con éxito en el tratamiento de la erisipela y sus recurrencias.
Los estreptococos tienen muchos factores protectores y de virulencia, lo que puede explicar los síntomas clínicos de la enfermedad. La proteína M y la cápsula retardan la fagocitosis y facilitan la invasión tisular. La proteína M y los ácidos teicoicos aumentan la adhesividad celular. La difusión de enzimas y exotoxinas contribuye a la inflamación local. Las exotoxinas SpeB y SpeC son las más frecuentemente halladas en la erisipela, en tanto que la SpeA (responsable del síndrome de shock tóxico) solo se observa muy rara vez. Estos superantígenos estreptocócicos también contribuyen a la inflamación y muerte celular.

## Diagnóstico clínico
En el 90 % de los casos la erisipela se localiza en las piernas. Otros sitios involucrados son la cara, los brazos y los muslos (pacientes con cirugía de cadera). La entidad se caracteriza por la presentación súbita, con fiebre unas horas antes de la aparición de los signos cutáneos, que generalmente es más alta en pacientes con celulitis y fascitis. Puede estar sin embargo ausente en 15 % de los pacientes. El eritema se extiende gradualmente y se acompaña de edema y dolor. La placa es bien delimitada y se extiende unos 5 a 25 cm por día, sin involución central.
En las piernas, la puerta de entrada más frecuente es a través del pie de atleta (tiña del pie). Este se encuentra con más frecuencia en pacientes con erisipela que en la población general. Otras puertas de entrada incluyen úlceras, dermatitis por estasis venosa y heridas. En la cara puede ser una complicación de sinusitis, procesos o manipulaciones dentarias, otitis y heridas.
Los síntomas generales asociados a eritema creciente por lo común son diagnósticos. Puede observarse linfadenopatía regional, así como linfangitis. Al momento del diagnóstico es importante tener en cuenta marcadores clínicos de gravedad, que pueden indicar la necesidad de hospitalización. Estos incluyen síntomas y signos generales, como fiebre alta y confusión mental, taquipnea, taquicardia, oliguria e hipotensión. También deben valorarse manifestaciones locales de gravedad, como dolor local intenso, gran edema, ampollas hemorrágicas, necrosis focal, livedo reticularis y crepitación. Finalmente, también son motivo de hospitalización la existencia de comorbilidades como diabetes mellitus y obesidad.
Los factores de riesgo son numerosos. Influyen las condiciones locales (pie de atleta, úlceras de pierna) así como las enfermedades asociadas (linfedema, diabetes, alcoholismo) o las condiciones de vida. En el único estudio de casos y controles realizado se vio que el linfedema y la puerta de entrada son los principales factores de riesgo para erisipela.
En pacientes con dermohipodermitis atípica es necesario considerar otros diagnósticos, al igual que cuando la enfermedad no se resuelve tras 48 a 72 horas de tratamiento.
Las manifestaciones más serias son la dermohipodermitis o erisipela necrotizante y la fascitis. Ambas entidades ponen en riesgo la vida del paciente y requieren tratamiento quirúrgico.
La erisipela necrotizante es una complicación grave en pacientes con insuficiencia arterial. En ellos, la erisipela descompensa la enfermedad arterial y provoca necrosis. Se observa especialmente en ancianos y diabéticos.

## Laboratorio
En la forma clásica no se requieren exámenes complementarios para el diagnóstico. Los análisis mostrarán una enfermedad infecciosa bacteriana con neutrofilia y niveles elevados de proteína C reactiva. Las pruebas de laboratorio para estreptococos tienen varios niveles de sensibilidad. Es imperioso realizar el examen bacteriológico de la puerta de entrada, pero es positivo en menos del 40% de los pacientes. Los resultados de los estudios serológicos demoran mucho como para ser útiles. Los hemocultivos están indicados en los pacientes con escalofríos, fiebre elevada o signos tóxicos.

## Complicaciones
Algunos signos asociados no deben ser considerados complicaciones si están localizados y resuelven con el tratamiento. En ocasiones se observan ampollas a consecuencia del edema, así como púrpura en el centro de la placa.
Los abscesos localizados no son infrecuentes y deben sospecharse cuando la fiebre no responde a los antibióticos. Se puede palpar una zona blanda y dolorosa. La punción de la lesión resultará en la emisión de pus, a menudo estéril.
La septicemia y la bacteriemia son raras. Los cultivos de sangre son positivos en menos del 5 % de los pacientes. En 1 % a 5 % ocurre tromboflebitis venosa profunda.
La recurrencia es relativamente elevada, se produce en un 10% de los pacientes durante los seis meses después del primer episodio y en un 30 % a los tres años. No siempre aparece en el mismo lugar. Los factores de riesgo de recurrencia son las úlceras en las piernas, el pie de atleta, el linfedema crónico y los traumas cutáneos. La erisipela recurrente es en su mayoría debida a la falta de tratamiento de los factores locales.

## Tratamiento
En la erisipela de la pierna y en la celulitis, la primera medida de tratamiento es reposo por varios días con la pierna elevada. Esto reduce el edema y el dolor, y es importante para combatir la fiebre. Una vez que el paciente puede deambular, las medias elásticas permiten mejor contención y reducen la recurrencia del edema y el riesgo de linfedema.
La penicilina G continúa siendo el tratamiento estándar en las erisipelas no complicadas y es eficaz en más del 80% de los casos. La dosis diaria inicial varía, de acuerdo con los estudios, de 10 a 20 MU en 4 a 6 infusiones. En la mayoría de los estudios se continúa la terapia endovenosa con penicilina oral por 2 a 3 días, en tres dosis diarias de 3 a 6 MU, tan pronto como la fiebre desaparezca. También se puede utilizar amoxicilina, 3 a 4,5 g/día. El tratamiento debe ser continuado por 10 a 20 días.
Otros antibacterianos utilizados para la erisipela son los macrólidos (eritromicina, roxitromicina y azitromicina), nuevas cefalosporinas (cefalexina, cefadroxilo y cefotaxima) y fluoroquinolonas (ciprofloxacino), con actividad equivalente a la de la penicilina. La indicación del uso de estas drogas es principalmente la celulitis complicada. En Francia, el agente de segunda elección en caso de alergia a la penicilina es la pristinamicina (un macrólido).
Se debatió por mucho tiempo el uso de anticoagulantes durante el período inicial del tratamiento. Actualmente, considerando la baja prevalencia de trombosis venosa profunda, solo se indica heparina subcutánea a los pacientes con antecedente de trombosis venosa o embolia pulmonar, con venas varicosas, o en pacientes obesos que no pueden deambular.
Normalmente se requiere tratamiento de la puerta de entrada. La mayoría de los antimicóticos tópicos utilizados para tratar el pie de atleta tienen cierta actividad antiestreptocócica, pero no han sido evaluados en la prevención o recurrencia de la erisipela. Deben utilizarse asociados con una buena higiene. Los antibióticos sistémicos son suficientes en pacientes con úlceras en la pierna por Streptococcus pyogenes. Es importante que el paciente entienda la importancia del tratamiento tópico en la prevención de las recurrencias.
El tratamiento de la erisipela recurrente no ha sido bien estudiado. El uso de penicilina V y eritromicina resultó en una reducción significativa de las recurrencias.